# 古典派音楽
古典派音楽（こてんはおんがく）は、クラシック音楽の歴史において、18世紀中ごろから19世紀はじめにかけての音楽様式をさす用語。現代においてはハイドン、モーツァルト、ベートーヴェンを中心とするウィーン古典派が代表的な存在とされている。

## 用語
西洋文化・芸術に対して用いられる「古典」という語は、英語でいうクラシック (classic) の訳語であり、「階級」を表すラテン語「class（クラス）」の派生語 classicus（「市民の6つの階級の最上級」の意）から、もとは「一流・最高水準」の意味であった。古代ギリシャ・ローマの優れた著作を指す言葉として古くから使われており、ルネサンスの古典復興の革新運動の中で、古代ギリシャ・ローマの人間中心の見方・考え方を〈規範とすべき第一級の傑作〉という意味で〈classic〉と呼んだことからはじまった。
古代ギリシャ・ローマの芸術を規範とし、調和や普遍性をめざす芸術運動である古典主義は、17世紀ごろから文学や美術でおこりはじめた。音楽における古典派は、直接的に古典主義運動の影響を受けたわけでも古典を復興しようという意識があったわけでもなく、ほぼ同時代のドイツ文学におけるゲーテを中心とした古典主義との類比から名づけられたが、論理的で調和がとれた形式が確立した点は共通している。

## 概説
この時代のヨーロッパの社会は、絶対王政に象徴される封建制から近代民主主義へと移行する激動の時期にあたる。古典派の初期には、音楽家たちはバロック時代と同様に王侯貴族にめしかかえられ、彼らのために作曲し演奏するのが一般的であった。しかし、市民階級の台頭に伴って、一般市民に音楽を教えたり、楽譜を販売したり、演奏会を開催したりして、定職を持たずフリーの音楽家として生計をたてることも可能となった。
理性を重視する啓蒙時代を背景に楽曲の均斉感と合理的な展開が重視され、ソナタ形式が発展した。17世紀に成立していた機能和声と調性による機能和声的調性は18世紀には中心的語法となり、主調と近親調の間での転調がもたらす緊張-弛緩という調関係は楽曲構成の基本に置かれるようになったが、１本の主旋律と充足した和声というホモフォニーによる作曲が主流となったことと、アマチュア演奏家が増えて即興能力が全体に減退したことにより、通奏低音は廃された。この時代の代表的な楽種として、上述のソナタ形式を含む交響曲や協奏曲、ピアノソナタや弦楽四重奏曲などが盛んに作られた。
古典派音楽の盛期はバロック音楽とロマン派音楽の間に位置しているが、実際には古典派音楽の始まりはバロック音楽の終焉と、古典派音楽の終わりはロマン派音楽の勃興と並行している。古典派の潮流は1730年頃にフランスのギャラント様式から始まるが、バロック音楽を代表するヨハン・ゼバスティアン・バッハやゲオルク・フリードリヒ・ヘンデルはまだ存命、活動中であった。また、ルートヴィヒ・ヴァン・ベートーヴェンの死（1827年）をもって古典派の終わりとする考えもあるが、ロマン派とされるフランツ・シューベルトやカール・マリア・フォン・ヴェーバーもほぼ同じ頃に死去している。
古典派音楽の時代区分については諸説あるが、次のように分類する例がある。
- 前古典派、ギャラント様式[注釈 1]（1730年頃 - 1760年）
- 初期古典派[注釈 2]、多感様式[注釈 3]（1760年 - 1780年）
- 盛期古典派[注釈 4]（1780年 - 1827年）

## 前古典派
前古典派は、バロック後期と、ハイドン・モーツァルトに代表される、いわゆる「古典派」の間に位置し、そのどちらとも重なる18世紀中葉の音楽活動の総括的な呼称。ギャラント様式・多感様式・ベルリン楽派（北ドイツ楽派）・マンハイム楽派・グルックのオペラなど、ウィーン古典派を準備する歴史的位置にある様式・楽派・作曲家があり、これらが前古典派に含まれる。
ここでは、ギャラント様式の誕生を出発点として、場合によっては一般的にはバロックと見なされる作曲家も含め、ウィーン古典派に至る流れの描写を試みる。概説にある区分で言えば、「前古典派、ギャラント様式」と「初期古典派、多感様式」にまたがった時期である。

### 時代背景
ヨーロッパ各国の宮廷では、17世紀中葉以降フランス趣味が大流行し、それぞれの宮廷の建築・庭園・衣装・髪型・かつらの形態・所作と娯楽などを変化させていった。各国では15世紀後半から16世紀末まではイタリア趣味が流行し、それが失われたわけではなかったが、フランスはルイ14世以来模範的な宮廷とパリという模範的都市を備えており、科学・文芸・哲学においてヨーロッパ精神のエリート的な存在となっていた。ヴェルサイユ宮殿を模した建造物が各地に造営され、そこでは人々はフランス語を話し、フランス風の衣装をまとい、フランスの作家・パリからの書簡・「文芸通信」を読み、哲学者や芸術家や料理人や洋服屋をフランスから招いた。
宮廷文化は基本的にスペクタクルの文化であり、学問や文芸の「文字の文化」とは長い間対立関係にあったが、17世紀末から18世紀初頭にかけて、サロンとアカデミーという並行した活動のおかげで対立が解消され始めた。これらの組織では、宮廷人が学者と会い、科学と考証の文化が視覚的・文学的な文化と共存することができた。そこから辞書や百科事典、業績を理解させるための演説、学問の要約と抜粋を掲載する定期刊行物の流行が生まれ、啓蒙的な短編作品がこれを補足した。こうして誕生したエリート文化は、18世紀に開花し、フリーメイソンと結びついてヨーロッパ中に広がり、1820年代まで存続した。

### ギャラント様式
18世紀に入り、絶対王政の浸透に伴い文化の中心は教会からサロンに移行し、貴族社会での社交的な世俗音楽の需要が増した。全曲にわたって同一の気分を維持しようとする音楽様式は若い世代の音楽家たちには堅苦しく感じられ、バロック様式への反動が生じた。
こうしたことが重なる中、フランスでは簡潔な和声、メロディックで断片動機の反復を多用した旋律法、小規模な形式、短い範囲内での対比を強調する強弱法、豊かで変化に富んだ装飾法などを特徴とするギャラント様式（ロココ様式とも）が生まれ、短い標題音楽や舞曲風の作品を典型とする音楽が書かれるようになった。
- フランソワ・クープラン（1668～1733）は音楽家一族の中で特に高名で「大クープラン」と呼ばれるが、宮廷礼拝堂のオルガニストを務めて多くの教会音楽を作曲したほか、クラブサンや器楽合奏の小品にロココ趣味の典型とされる優美繊細な作風を確立した[16]。

- ジャン・フィリップ・ラモー（1683～1764）は18世紀フランス最大の作曲家で音楽理論家[17]。若い頃は各地で教会オルガニストを務めながらクラブサン楽派を受け継ぐ「クラブサン曲集」を発表、40歳頃にパリに居を構えてからは「和声論」で近代機能和声の理論を確立したほか、後半生は歌劇の作曲家として名声を博した[16]。ブフォン論争に際してはフランス派の先頭に立ってリュリ以来の伝統を守った[16]。

- フランソワ・フランクール（1698～1787）は王室楽団作曲家、王の24のヴァイオリン団員、王立音楽アカデミー総監督などを歴任した[18]。ロココ様式の作風を貫いた[注釈 6]。

### ギャラント様式の広がり
優美で軽快なロココ的な特質を持つ音楽は、イタリア・ドイツ地域の音楽家達にも広がった。ドイツの音楽理論家マッテゾンは1721年の著書「オーケストラの探究」の中で、当世ふうの音楽を「ギャラン」と言う言葉を使って称揚し、さらに「ギャランな人」として、ヴィヴァルディ、A.スカルラッティ、テレマン、ヘンデルを始めとして当時活躍中の10人ほどを挙げている。彼が称揚したのは、優美な旋律を中心にした、つややかに美しく、軽やかでしゃれていて、心地よい、分かり易い音楽であった。こうしたロココ音楽の特質は、18世紀中葉の作曲家たちを経て、クリスティアン・バッハやハイドン、若き日のモーツァルトらの作品にもうかがわれる。
- ラインハルト・カイザー（1674～1739）ハンブルクを中心に活躍し、イタリア語による神話・歴史もののオペラのみならず、ドイツ語の世話物を手掛け、ハンブルク歌劇の隆盛を築いた。晩年はカタリナ教会の楽長を務めた。マッテゾンが「ギャランな人」として名を挙げており[21]、ロココ音楽の初期の代表的な一人とされる[14]。
- ヨハン・マッテゾン（1681～1764）ドイツの音楽理論家、作曲家で外交官[22]。ハンブルク歌劇場の歌手、同地の音楽監督を務め、ゲオルク・フリードリヒ・ヘンデル（1685～1759）との交友で知られる[16]。1706年からハンブルク駐在イギリス大使の秘書として活躍しながらも音楽界からは退かず、同地の大聖堂合唱長などを務めた[22]。ロココ音楽の代表者の一人として知られる[22]。音楽作品の他に多くの著書を残したが、中でも全ての楽長・音楽監督のための知識の百科全書として1739年に書かれた「完全なる楽長」が有名である[22]。

- ドメニコ・スカルラッティ（1685～1757）は、ナポリ楽派の歌劇作曲家で、卓越したチェンバロ奏者・オルガニスト[16]。ヴァチカンの楽長などを務めたのち、ポルトガル宮廷礼拝堂楽長となりマリア＝バルバラ王女の音楽指導を務めたが、彼女がスペインに嫁ぐのに伴いマドリードに移り終生この地で過ごした[16]。この時期につくったチェンバロ用練習曲は、鍵盤楽器の新しい技巧の開発・ロココ趣味の音楽の発展の上で極めて重要な位置を占めるものである[16]。

- ゲオルク・フィリップ・テレマン（1681～1767）は生前はJ.S.バッハをしのぐ名声を博した大作曲家で、1721年から終生ハンブルク市音楽監督を務めた[16]。早熟・多作で、作品はあらゆる分野にわたって数千曲に及ぶと思われる[16]。ライプツィヒの大学で学んだのは法律であり、ほとんど独学で作曲を身につけた[16]。バロックのフランス・イタリア・ドイツの様式を自由に使いこなし、ロココ趣味の作風も示した[16]。

### フリードリヒ2世とベルリン楽派
少年時代からフランス風の文芸や音楽を好んでいたプロイセンのフリードリヒ２世（大王、1712～86）は、サンスーシ宮殿に当時の優れた音楽家を集めて楽団を設立した。18世紀後半にベルリンで活躍した作曲家の一群はベルリン楽派と呼ばれるが、大半がフリードリヒ大王との関わりを持っていた。自身フルートを愛好した大王はとりわけ器楽曲、それも後期バロック風の様式を好んでおり、いきおいベルリン楽派の音楽家たちは主君の嗜好を反映した作品を数多く作曲することになった。そのためベルリン楽派は前古典派の中でもバロックの伝統へのつながりがより密接とされる。
- ヨハン・ヨアヒム・クヴァンツ（1697～1773）は初めはポーランド宮廷のオーボエ奏者で、1728年よりフリードリヒ皇太子のフルートの師、フリードリヒの即位の翌年の41年に宮廷音楽家・宮廷作曲家に迎えられる[16]。ロココ的後期バロック様式の300曲に及ぶフルート協奏曲、200曲におよぶフルートソナタ・二重奏・トリオ・ソナタを作曲[16]。フルート奏法に関する理論書もある[16]。

- グラウン兄弟（兄ヨハン・ゴットリープ1703～71、弟カール・ハインリヒ1704～59）兄弟ともロココ音楽の作曲家とされる[14]。兄は32年にフリードリヒ皇太子（のちに大王）の宮廷楽団コンサート・マスターになり活躍、100曲を超えるシンフォニアと60曲以上のコンチェルトなどを残し、北ドイツ器楽様式の代表者とされる[16]。弟は35年にフリードリヒの宮廷に招かれ、後に楽長となる[16]。ハッセとともにドイツにおけるナポリ派オペラの代表的作曲家[16]。

- ベンダ兄弟（兄フランツ1709～86、弟ヨハン1713～52、弟ゲオルク・アントン1722～95）チェコ出身の音楽家兄弟[16]。一族に音楽家が多い[16]。全員フリードリヒ大王の宮廷ヴァイオリニストを務めている[16]。兄フランツは前期古典派様式の器楽曲を残している[16]。弟ゲオルクは歌劇を14曲残した他、ゴータの宮廷楽長として転出した[16]。

### バッハの息子たち
前古典派は時期的にJ.S.バッハの息子たちの世代に当たっている。J.S.バッハは生涯に二度結婚し、11男9女をもうけ、うち6男4女が成人し、４男は音楽家として大成した。中でも以下の三名は、前古典派の中でも重要な役割を果たしている。特にC.P.E.バッハは、多感様式の代表者とされる。
- ヴィルヘルム・フリーデマン・バッハ（1710～84）ドレスデンとハレで教会オルガニストを務め、「ハレのバッハ」と呼ばれた[16]。J.S.バッハの長男[16]。いささかだらしのない異常な性格のため、64年にハレの職を辞さねばならなくなり、死ぬまで定職なく、バッハの息子たちの中で最も豊かな才能を持ちながらも、孤独と貧困のうちに世を去った[18]。ロココ様式の中にも兄弟中最も父親に近い特徴を持ち、その様式は後期バロックと感情過多様式（多感様式[注釈 9]）の中間に位置すると言える[18]。

- カール・フィリップ・エマヌエル・バッハ（1714～88）「ベルリンのバッハ」、「ハンブルクのバッハ」とも呼ばれる[16]。J.S.バッハの次男[16]。40年よりフリードリヒ大王の宮廷音楽家兼チェンバロ奏者となるが、大王と音楽上の趣味が合わず、あまり重用されなかった[22]。67年に父の友人で名付け親のテレマンが死ぬと、ハンブルク市音楽監督に迎えられ、同地で五つの主要教会のために教会音楽を作曲･演奏するとともに、交響曲や室内楽の分野でも市民の音楽生活に大きく貢献した[22]。ベルリン楽派（北ドイツ楽派）の一人[27]。18世紀中葉におけるロココ音楽の代表者の一人とされる[14]が、斬新な転調、ロマン主義を予測させる自由な感情表出（多感様式[注釈 9]）も特徴としている[22]。クラヴィーア･ソナタで急・緩・急の3楽章形式を確立し、第1楽章で古典派のソナタ形式への道を開いた功績は大きい[22]。

- ヨハン・クリスティアン・バッハ（1735～82）「ロンドンのバッハ」とも呼ばれる[16]。上記カールの異母弟[22]。ロンドンでヘンデルの後継者となった。オペラ作曲家として、また王室や貴族の音楽教師としても絶大な人気を博した[22]。バッハ＝アーベル演奏会を主宰し、公開演奏会の発達に寄与するとともに[28]、一時期マンハイム楽派と関係を持ち、ギャラント様式の古典派音楽を発展させ[16]、またロンドンを訪れた8歳のモーツァルトを親しく教え、大きな影響を与えた[18]。

### マンハイム楽派
ファルツ選帝侯領の首都マンハイムでは、幅広い知的興味を有し芸術を愛好する選帝侯カール4世フィリップ・テオドール（1724～99）が43～78年のマンハイム在任中、多額の出費を惜しまず芸術活動を奨励し、博物館・図書館等の施設を充実させ、さらにとりわけ音楽を重んじ、みずから有能な音楽家を選抜して宮廷に招いた。彼らはマンハイム楽派と呼ばれる。後述のシュターミッツを中心に50名を超える楽団員を有し、その優れた合奏技術、クレッシェンド奏法、トレモロ奏法等によってこの時期の創作活動に多大な影響を与えた。
- ヨハン・シュターミッツ（1717～57）ボヘミア出身のヴァイオリニストで、マンハイム宮廷管弦楽団のコンサートマスターおよび楽長として、マンハイム楽派の祖にあたる[16]。功績としては、ソナタ形式の確立の初期にあって2つの主題の対比を導入したこと[16]と、「マンハイムの打ち上げ花火」と言われた分散和音による上昇音形や「マンハイムのため息」と言われた掛留音の音形[31]や「マンハイム・クレッシェンド」と呼ばれた強弱法の大胆な活用[32]を取り入れてオーケストラの表現を豊かなものにしたこと[22]、リハーサルを楽団に義務付けて演奏技術をヨーロッパ随一と言われるほどに進歩させたこと[17]が挙げられる。

### ナポリ楽派のオペラ
18世紀にはフランスを除く各地域では、もっぱらイタリア・オペラが支配的となっていた。作曲家は主としてナポリ出身あるいはナポリで訓練を受けていたため、ナポリ楽派のオペラと呼ばれる。最初の黄金期を築いたのはアレッサンドロ・スカルラッティ（先のドメーニコの父、1660～1725）とされる。18世紀後半まで普遍的に行われ、アリアの重視と高度の様式化を特徴としていたが、音楽的な興味がアリアに集中するきらいがあり、アンサンブル・コーラス（やバレエ）・器楽等の諸要素が従属的な地位に追いやられ、作品全体の有機的構成の密度が希薄になる傾向があった。
- アレッサンドロ・スカルラッティ（1660～1725）ベルカントを中心にした歌劇におけるナポリ楽派の創始者[16]。イタリア風序曲（シンフォニア）の形式の確立によって、のちの交響曲の歴史の出発点に立つ作曲家[16]。

- ニコラ・ポルポラ（1686～1768）ナポリに生まれ、当地の音楽院に学び、39歳までここで活動し名声を博したのちヴェネツィアに移り、47歳まで旺盛な活動を続ける[18]。その後ロンドン・ナポリ・ヴェネツィア・ドレスデン・ウィーンを転々としたが満足な定職を得られず、70歳を超えてナポリに戻り不遇な晩年を過ごした[18]。作風は後期バロックからロココ・ギャラント様式にわたり、一部前古典派の語法にも及んでいる[18]。ファリネッリやハイドンの声楽の師として知られる[18]。

- ヨハン・アドルフ・ハッセ（1699～1783）はナポリでポルポラとA.スカルラッティに学び、イタリア各地で作曲家として成功[16]。1731年ドレスデンの宮廷歌劇の監督に迎えられ、ナポリ楽派様式による歌劇を上演[16]。フリードリヒ大王のために多くのフルートのための作品を書いてベルリンに滞在もしている[18]。71年にミラノで最後のオペラを発表したが、このとき同時に15歳のモーツァルトのオペラが上演され、ハッセはモーツァルトの天分を素直に認めた[18]。

- ニコロ・ヨンメッリ（1714～74）シュトゥットガルトの宮廷楽長および歌劇場総監督を務め、当時としては異例なほどの質の高いアンサンブルを実現[18]。ナポリ楽派のオペラの代表者の一人だが、定型化したアリアやレチタティーヴォの枠にこだわることなく、自然な心理的・劇的な表現を重視し、特に管弦楽伴奏のレチタティーヴォを多用し、のちのグルックに大きな影響を与えた[18]。
- トンマーゾ・トラエッタ（1727～1779）オペラ作曲家[18]。58～65年、パルマ公の宮廷楽長を務める[18]。65～68年ヴェネツィアのオスペダレット音楽院院長、その後エカテリーナ2世の宮廷楽長を務め、健康を害して75年にナポリに戻った[18]。ヨンメッリとともにナポリ派後期のオペラの改革的傾向を代表し、グルック・モーツァルトに道を開いた人として重要である[18]。

### シンフォニア
ナポリ派のオペラではシンフォニアとよばれた序曲がしばしば書かれるようになった。これはオペラ本体とは音楽的にも演劇的にも関連性がない器楽曲で、当時興隆を始めていた市民対象のコンサートでしばしば単独で演奏されたが、やがて序曲と同じ音楽構造の器楽曲が独立して書かれるようになる。この形式は急-緩-急のテンポをとる3楽章で構成され、各楽章内での楽想の展開の仕方は、のちのソナタ形式を予告するものであった。
こうしたシンフォニアが確立されると、ウィーン前古典派やマンハイム楽派を始めとするドイツ系の作曲家たちがすぐにこのアイデアをうけついで数々の独創的な工夫をくわえ、ソナタ形式を確立していくとともに、さまざまな音楽形式・ジャンル・表現形態を生み出していった（交響曲、ソナタ、協奏曲、弦楽四重奏曲など）。
- ジョヴァンニ・バッティスタ・サンマルティーニ（1701～75）聖アンブロジオ大聖堂を始めとしてミラノの種々の教会の楽長を務める。宗教音楽以外の分野でも指揮者・作曲家として活躍、グルックの指導をした。オペラの序曲ではない独立したシンフォニアを試みた最初の人とされ[18]、交響曲の歴史に大きな足跡を残し、ハイドンらに影響を与えた[22]。

- ゲオルク・クリストフ・ヴァーゲンザイル（1715～77）オーストリアの宮廷作曲家[16]。交響曲におけるソナタ楽章の3部構造によって古典派のソナタの成立に貢献した[16]。18世紀半ば頃から次第にギャラント様式を見せ始め、ウィーンにおける前古典派の重要な作曲家の一人として、ハイドンやモーツァルトに少なからぬ影響を与えた[22]。

- マティアス・ゲオルク・モン（1717～50）ウィーン聖カール教会のオルガン奏者[18]。ヴァーゲンザイルと共にウィーン前古典派を代表する作曲家の一人[18]。彼の交響曲ははっきりした展開部と主調による再現部をもち、交響曲におけるソナタ形式を予告している[18]。

### ソナタとソナタ形式
ソナタはもともとは「器楽曲」という意味で、バロック初期に数楽章からなる独奏ないし重奏のための純粋器楽として教会ソナタと室内ソナタがつくられるようになっていたが、前古典派の頃から次第に教会を離れ、宮廷音楽として存続しつつも、市民階級の台頭・楽譜出版と公開演奏会の増加に伴って受容の範囲を飛躍的に拡大し、一般愛好家の娯楽音楽・生徒の練習曲・職業音楽家の技量の見せ所・公開演奏会の曲目としての性格を強めていった。鍵盤楽器独奏、独奏と鍵盤楽器伴奏の二重奏が主流を占めている。単一楽章や2楽章のものもあったが、やがて中庸のテンポでソナタ形式の1楽章、さまざまな形式を取る緩徐楽章の第2楽章、やはりさまざまな形式を取る急速なテンポの3楽章というシンフォニア風の3楽章構成が標準となった。
ソナタ形式は、ソナタの第1楽章で発達してきた形式で、ソナタを始めとして交響曲、協奏曲、室内楽曲など器楽曲の第1楽章で幅広く使われた。バロック時代の舞曲に広範に見られた、両部分が反復する二部形式（｜主調―属調｜属調―主調｜）に起源がある。前古典派初期においては同様の均等な規模の2つの部分から構成されつつ、旋律は1~2個の動機または主題からできていた。対立調はしだいに属調ではなく平行調が好まれるようになった。全体的に規模が拡大するにつれ、主調から対立調への移行が複雑になり、動機も入れて示すと（｜A主調―α調的移行―B対立調｜A対立調―β転調―B主調｜）という形（D.スカルラッティなど）となり、さらには3部分構造や主題回帰を持つロンド形式やリトルネロ形式から影響を受けて（｜A主調―α調的移行―B対立調｜｛A対立調―β転調｝―｛A主調―B主調｝｜）という形（C.P.E.バッハの鍵盤ソナタや、マンハイム楽派やウィーン前古典派の交響曲など）に発展した。旋律素材を主題としてのまとまりを持ったものにする努力も行われ、やがてこれは複主題（第1主題と第2主題）の形をとり始める。Bの部分に小終止を導入して旋律的なまとまりをつけることや、第2主題と小終止の間にもう一つの旋律素材を導入することなども行われ、これは第3主題の萌芽あるいは多素材化の傾向と言える。こうして盛期古典派のソナタ形式に存在する材料はすべて出そろったが、全てを兼ね備えた者は18世紀中盤の段階では現れず、1770～80年代のハイドン、モーツァルト、C.P.E.バッハ、J.C.バッハにおいてソナタ形式は古典的完成を見たというのが多くの研究者の意見である。
前古典派のソナタ作曲家としては、サンマルティーニ、アルベルティ、ボッケリーニ、D.スカルラッティ、ソレール、ヴァーゲンザイル、J.シュターミツ、W.F.バッハ、C.P.E.バッハ、ミューテル、ショーベルト、J.C.バッハ、クレメンティが著名とされる。他の場所に記載がない者に関して以下に示す。
- ドメニコ・アルベルティ（1710/17～49）ヴェネツィア生まれ[18]。貴族出身のディレッタントでロッティに学んだ[18]。約40曲のチェンバロソナタで[18]前期古典派のイタリア・ソナタの定型をつくった[16]。チェンバロソナタに多用した左手の分散和音から「アルベルティ・バス」の名が生まれた[18]。
- ヨハン・ショーベルト（1720/40～67）ドイツ生まれ、パリで活躍[18]。初期古典派音楽のギャラント様式による協奏曲・室内楽曲を残す[16]。前古典派のクラヴィーアソナタの形成に貢献すると同時に、少年モーツァルトに強い影響を与えた[18]。
- ヨハン・ゴットフリート・ミューテル（1728～88）大バッハの最後の弟子[16]。さらにハッセ、C.P.E.バッハ、テレマンに教えを受ける[18]。リガのオルガニスト等を務め、前期古典派様式のチェンバロ曲を残す[16]。音楽上の「シュトゥルム・ウント・ドラング」の典型的な作曲家と考えられている[18]。
- アントニオ・ソレール（1729～83）カタルーニャ生まれ[18]。マドリードでD.スカルラッティに学び、そのチェンバロ・ソナタの様式を強く受けた[16]。エスコバルの修道院の僧籍にあり、そこのオルガニスト・合唱長を務め、オルガン曲・チェンバロ曲を残す[16]。マルティーニとも文通があった[18]。

### 庶民的オペラの誕生とオペラ改革
ナポリ派のオペラは結局アリアにおける声楽技巧の誇示に陥り、劇と音楽の関連が見失われるような場合すら出てきた。フランス宮廷のオペラに対しても、非現実的な主題や様式化された舞台に不満を持つ人々が現れた。こうして18世紀中葉、各国にオペラ・ブッファ（イタリア）、オペラ・コミック（フランス）、ジングシュピール（ドイツ）、バラッド・オペラ（イギリス）、トナディーリャ（スペイン）が現れる。これらはいずれも題材・音楽とも軽く、気取りも特別な教養もなく楽しめるもので、オペラ・ブッファを除いて、歌の間をレチタティーヴォではなく日常語のセリフでつなぐのを原則とした。
こうした中、言葉によってつたえられるオペラの意味や内容、感情を音楽でも表現するというオペラ本来の目的を回復しようと、一方で新たな様式の開発にとりくんでいたクリストフ・ヴィリバルト・グルックは、詩人カルツァビージと知り合って理想通りの台本の提供を受けることができ、62年にウィーンで初演された「オルフェオとエウリディーチェ」でその理想を結実させ、初演されるや大成功を収めた。
グルックの開始したオペラ改革に対して、猛然と反論をとなえる動きが生じ、1774～81年にはパリでグルック支持派とナポリ出身のニコロ・ピッチンニを擁護するグループとの間で全面的な論争が展開された。が、競作にグルックは勝利を収め、彼によって確立されたさまざまな原則は、モーツァルト、ケルビーニ、ベートーヴェン、ヴァーグナーなどの後世の多くの作曲家に影響をあたえることになっていく。
- バルダッサーレ・ガルッピ（1706～85）ヴェネツィアの聖マルコ大聖堂楽長、エカチェリーナ2世の宮廷楽長を歴任[16]。オペラ・ブッファの作曲家として成功し、「オペラ・ブッファの父」と言われる[16]。また優れたチェンバロ奏者であり、作品には前古典派のソナタの中でも最も優れた曲が含まれる[18]。

- ジョヴァンニ・バッティスタ・ペルゴレージ（1710～36）はナポリ楽派の前古典派時代を代表する作曲家で、オペラ・ブッファの成立に決定的役割を果たしたほか[16]、豊かでフレーズのはっきりした旋律は、前古典派様式の形成に大きく貢献した[17]。作品にはロココ趣味が現れているとされる[14]。52年にパリでリュリの劇作品「アシスとガラテ」の幕間劇として上演されたオペラ・ブッファ「奥様女中」は、国王派（フランス・オペラ擁護派）と王妃派（百科全書派などの啓蒙思想家など）による激しい論争を呼び起こし、「ブフォン戦争」と呼ばれた[39]。

- クリストフ・ヴィリバルド・グルック（1714～87）はミラノでサンマルティーニに学び、イタリアでオペラ作曲家として認められ、その後ロンドンで活躍[16]。ドイツ各地で自作を上演したのちウィーンに定住[16]。55年からフランス語オペラを手掛け、従来のオペラ・ブッファの様式を捨てて、ドラマと音楽的表現の一致を目指す新しいオペラの創造に取り組んだ[16]。

- ニコロ・ピッチンニ（1728～1800）はナポリに学び、イタリア各地でオペラを成功させ、76年にパリに移り、フランス・オペラを作曲、78年に上演した「ロラン」は成功を収めるが、その数年前から起こっていたグルックのオペラを巡る紛争ではイタリア派の旗印にされ、競作では敗北した[18]。このほか83年にも成功を収めるが、フランス革命で活動の基盤を失い、91年にナポリへ戻った[16]。

### 教育者
作品や作曲様式は対位法志向でむしろ過去を向いているが、多くの作曲家を指導した名教師がこの時期に複数いる。
- ジョヴァンニ・バッティスタ・マルティーニ（1706～1786）マルティーニ師と呼ばれた[18]。ボローニャの聖フランチェスコ教会楽長[18]。ヴァティカンその他からの楽長職への招聘を断り生地を離れず作曲・著述・教育に励み、当代有数の知性として全ヨーロッパの尊敬を集めた[18]。100人を超える弟子の中にはJ.C.バッハ、グレトリ―、ベルトーニ、ヨンメッリ、J.G.ナウマンらがおり、モーツァルトを指導して、ザルツブルグ帰郷後も書簡で教えを請われたエピソードは有名[18]。対位法の優れた教師であるが、器楽曲にはギャラント趣味も混入している[18]。
- ヨハン・ゲオルク・アルブレヒツベルガー（1736～1809）前期古典派の作曲家[18]。シュテファン大聖堂楽長[18]。ベートーヴェンの師として有名だが、他にフンメル、チェルニー、ウムラウフ、ヴァイグル、アイブラー、ザイフリートら多数の人材を輩出した[18]。18世紀初頭の対位法大家ヨーゼフ・フックス（1660～1741、シュテファン大聖堂楽長、宮廷楽長、『グラドゥス・アド・パルナッスム』著者）の流れを引き、厳格な対位法様式の宗教曲に秀作が多い[18]。

### 宮廷文化の揺らぎ
18世紀半ばには、フランスでは「王の24のヴィオロン（Les Vingt-quatre Violons du Roi）」が1761年に財政上の理由で解体され、オーストリアではマリア・テレジアが国力充実のための徹底した経費削減の一環としてオペラやオラトリオの大規模な上演を禁止し、予算を厳しく切り詰められたことで宮廷楽団の人員が大幅に減るなど、大国における宮廷音楽の縮小が相次いだ。一方で、1765年のバッハ＝アーベル演奏会の発足やコンセール・スピリチュエルの隆盛など、宮廷外での音楽活動の拡大が見られ始め、音楽の担い手が市民に移りつつあったことを示している。フランスではやがて革命で宮廷文化が終末を迎えるが、ドイツやオーストリアでは半世紀ほど状況が遅れており、宮廷や教会に保護された音楽はまだ盛んであった。

## 盛期古典派

### ウィーン古典派
ウィーンを中心に18世紀後半から19世紀初頭の間に活躍した作曲家、一般的にはハイドン、モーツァルト、ベートーヴェンを、ウィーン古典派と言う。また彼らの時代は、特に「盛期古典派」と呼ばれることがある。

#### 時代背景
18世紀末以降、フランス革命やその後のナポレオン戦争によってヨーロッパ各地で貴族社会が崩壊し、ドイツでは多くの宮廷が閉鎖され、そこに雇われていた音楽家たちは路頭に迷うことになった。しかしオーストリア帝国の首都ウィーンでは、ナポレオンに包囲されるなど危機的な状況にあったものの、ハイドンやベートーヴェンが貴族文化の最後の輝きを謳歌した。
オーストリア関係では、1780年にマリア・テレジアが死去し、ヨーゼフ2世の単独統治になる。翌81年にはヨーゼフ2世の啓蒙専制主義に基づく積極的な近代化政策（宗教寛容令・農奴解放令・言語統一令・商工業の保護など）が打ち出されたが、聖職者や貴族の抵抗が強く、90年にヨーゼフ2世が急死したこともあって改革は停滞した。続くレオポルト2世は反革命の立場を打ち出し、92年にフランス革命政府と戦争となる。フランス革命軍との戦争は当初は優位だったが、フランス国民軍の編制・ナポレオンの登場・イタリア遠征軍への敗北・ナポレオン戦争・ナポレオンの皇帝即位・アウステルリッツの戦いでの敗北と事態が進行し、ウィーンは再三フランス軍に脅かされ、貴族階級の疎開や没落が目立つようになった。1806年のライン同盟結成によりフランツ2世が神聖ローマ皇帝を退位し、神聖ローマ帝国は消滅した。1809年にはウィーンはナポレオンに占領される事態となった。1812年にナポレオンはロシア戦役で大敗し、1814～15年のウィーン会議でオーストリアのメッテルニヒの主導でウィーン体制が生まれたが、反動的体制であり、数々の反発を生むことになる。モーツァルトのウィーン到着（1781年）からベートーヴェンの中期の終わり（1815年）までは、このような激動の時代であった。

#### ソナタとソナタ形式
ウィーン古典派に至り、ソナタ形式は3部分構成を取るようになり、旋律素材の性格がより強調され、旋律と調との緊密な関係がより重視されるようになった。第1部分では性格の明確に異なる2つの主題群が現れ、一つは主調で力強く積極的な性格を持ち（第1主題）、もう一つは属調でより叙情的な性格を持つ（第2主題）。第1部分の前にゆっくりしたテンポの序奏、締めくくりには小結尾部が置かれることも出てきた。第2部分は、前古典派の第2部分の開始部（他調への短い転調を含んでいた部分）を拡大したもので、転調部が拡張されて数も増え、第1部分で提示された旋律素材の断片化・変形・組み替えなどの技法が駆使され大きく発展した。第3部分では、第1主題と第2主題がともに主調で再現される。こうした3部分構成のソナタは、ベートーヴェンの時代になるとグランド・ソナタと呼ばれるようになり、従来のソナタや転調部分が発展していないソナタはソナチネと呼ばれるようになった。19世紀半ばには、3部分構成の3つの部分はその機能に応じて、提示部・展開部・再現部と命名された。
前古典派で3楽章構成が標準だったソナタは、盛期古典派に至り、交響曲と同様に終楽章の前に舞曲楽章としてメヌエットが取り入れられ、さらにベートーヴェンではスケルツォが組み入れられ、4楽章のソナタも出現した。

#### オペラ
ドイツのジングシュピールやフランスのオペラ・コミックのような、自国語をテキストとし、市民階級を基盤とした、新しいタイプの国民的なオペラの隆盛がはっきりしてくる。モーツァルト晩年の名作ジングシュピール「魔笛」は、その一例である。この種のオペラは、素朴な感傷、見世物的興味、悪の世界と善の世界の対立などの要素を共通させながら、一方ではケルビーニの「二日間」からベートーヴェンの「フィデリオ」へつながるサスペンスに満ちた〈救出オペラ〉へと発展し、他方ではウェーバーの「魔弾の射手」に典型的な国民的タイプのロマン派オペラへとつながっていくことになる。

### ウィーン古典派の作曲家たち

#### ハイドン
フランツ・ヨーゼフ・ハイドン（1732～1809）はウィーンのシュテファン大聖堂の少年合唱団で音楽を学び、さらにザクセン選帝侯の宮廷楽長を務めていたニコラ・ポルポラ（1686～1768）の家に下働きとして住み込み師事した。ボヘミアのモルツィン伯爵の楽長を経て、61年にエステルハージ侯爵の副楽長、66年に同楽長となり、以後25年間その地位にあった。79年の契約書によれば、自作品を楽譜出版業者に売り、代金をうけとる自由を認められるという、当時としては驚くべき待遇を受けている。このためハイドン作品は多くの人の耳に届くこととなり、彼の名声はヨーロッパ中に広がった。90年の侯爵の死に伴う楽団解散により、かえって自由に作曲できる立場となり、2回にわたるザロモンコンサートのためにイギリスに渡り、大成功を収めた。晩年は有名かつ裕福であった。ナポレオン占領下のウィーンで死去。
100曲以上の交響曲を書き、あらゆる可能性や技法を試みてジャンルを成熟させ、交響曲の地位を揺るぎないものにした。60～70年代にかけては、交響曲にメヌエットを導入して4楽章構成を典型とし、同時に第1楽章の冒頭に緩徐な序奏を置くことが多くなった。93～95年にかけて作曲したロンドン・セットの最後の6つの交響曲において、フルート・オーボエ・クラリネット・ファゴット・ホルン・トランペット各2本、ティンパニに加えて弦楽を5部に拡大したことで、交響曲の古典的編成である二管編成を完成させた。このためハイドンは「交響曲の父」と呼ばれる。また68曲の弦楽四重奏曲でこのジャンルの先駆者となった。ハイドン作品は量の多さに関わらず、類型に陥らず、独自性を保っている。単純なメロディや主題を予想しない形で複雑に発展させる手法は、革新的と評された。意表を突いた展開、しばしば用いられたユーモラスな効果、民謡的なメロディを好んだところにハイドンの特徴がある。エステルハージ家の宮廷楽長を長く務めたが、印刷楽譜の出版と新作コンサートを通じ、貴族社会の音楽家から近代市民社会の音楽家へと変貌した。

#### モーツァルト
ヴォルフガング・アマデウス・モーツァルト（1756～1791）は生地ザルツブルクで宮廷音楽家を務めていた父レオポルト・モーツァルト（1719～1787）から姉マリア・アンナ（1751～1829）とともにクラヴィーアを学び、5才で作曲を試みている。63年、父に伴われてパリに行き、ルイ15世一族の前で姉と連弾を披露。パリ在住ドイツ系作曲家でソナタの先駆者であるヨハン・ショーベルト（1720/40～67）やヨハン・ゴットフリート・エッカルト（1735～1809）と出会い、影響を受ける。最初の作品集を出版。64年ロンドンに行き、ヨハン・クリスティアン・バッハから作曲を学ぶ。68年ウィーンで歌劇を上演。69年よりザルツブルク大司教宮廷の楽団員になるが、この年から父と3回にわたってイタリア旅行をし、演奏と作品発表の他、ボローニャでジョヴァンニ・バッティスタ・マルティーニ（1706～84）の指導を受けた。こうして父による英才教育でフランス・イタリア等の音楽を吸収したことが、天才の育成に大きな役割を果たしている。77年までザルツブルクで活躍したのち、就職口を求めてマンハイムを経てパリに演奏旅行。81年に大司教と決裂して独立した音楽家を目指しウィーンに定住。後述のクレメンティとの共演やハイドンとの友情やベートーヴェンとの出会いなどのエピソードが生まれる。フリーの音楽家として演奏会、オペラの作曲、ピアノ教師、楽譜の出版などで生計を立てたが、過労から健康を害し貧困のうちに35歳で没した。
初期には前古典派とイタリア古典派の影響が強く、中期にはギャラント様式とマンハイム楽派の様式を取り入れ、30才以後の後期ではバロック音楽への傾倒が加わって古典美の中に深遠な表情をもつようになった。こうした創作の中で、ハイドンが手掛けたピアノソナタ、弦楽四重奏曲、交響曲などの古典派時代のさまざまなジャンルを多様化し、また深化した。ピアノ協奏曲の芸術的完成を果たし、オペラにおいてはハイドンを凌駕している。モーツァルトの音楽では、優美で明快なメロディを重視するイタリア趣味と、形式の洗練と対位法上の工夫を重視するドイツ趣味が結合している。簡潔・明快・均整を旨とした18世紀古典派様式を端的に表現しながら、聴く者の心をゆりうごかす19世紀的傾向も先取りしていた。

#### ベートーヴェン
ルートヴィヒ・ヴァン・ベートーヴェン（1770～1827）はフランドル系で、同名の祖父がボンに移住しケルン選帝侯の宮廷楽長を務め、父も同地の宮廷歌手であった。父は息子を大音楽家に仕立てようと、幼時から過酷なピアノの練習を強いた。ベートーヴェンは14才で宮廷オルガニストに採用され、81年から宮廷オルガニストのクリスティアン・ゴットロープ・ネーフェ（1748～1798）に師事し、この頃から作曲も手がけた。87年に一度ウィーンを訪れモーツァルトに出会う。その後はブロイニング家の知遇を受けボン大学の聴講生となるなどし、フランス革命の息吹を感じつつ自由への憧れを心に刻んだとされる。92年にワルトシュタイン伯爵がパトロンとなってウィーンへ行き、ハイドンや、シュテファン大聖堂楽長だったヨハン・ゲオルク・アルブレヒツベルガー（1736～1809）や後述のシェンクやサリエリに作曲を学ぶ。ウィーンではワルトシュタイン伯爵の紹介もあって社交界デビューを難なく果たし、さらに幾人ものパトロンを得る。ピアニストとして成功し、また複数の楽譜出版業者と契約してその条件も年々有利になり、フリーランスの音楽家として充分に暮らしていくことができた。今日最も有名なベートーヴェンの作品は、1803～12年の10年間に書かれているが、ちょうど同じころ聴覚障害が悪化し、14年を最後に公開演奏会を行わなくなり、18年には筆談帳を用いなければならなくなり、24年の交響曲第9番の初演時は聴衆の大喝采にも気づかなかったという。交際する相手はごく限られるようになっていった。しかし名声は相変わらず高く、晩年の病床には見舞いの品と手紙が山のように届いた。葬送の行列は数万の市民が見送った。
初期には古典派の先人たちの影響を強く留め、ウィーンではC.P.E.バッハの感情過多様式とウィーンの聴衆には洗練され過ぎていたモーツァルトの様式の中間的作風を採った。中期にはその関心はハイドンとモーツァルトがのこした表現手法を洗練させることに向けられ、先人二人の完成させた古典派様式を至上の高みにまで洗練させつつ、大胆な技法による情熱的で力強い表現を獲得し、来たるロマン派音楽への先駆となった。後期にはナポレオン没落と反動体制の時代にあって、自己への沈潜と人類的理想への希求、個々の作品の驚嘆すべき独自の個性に至った。
ベートーヴェンは教会や貴族の注文に応じて音楽を書くのではなく自らの創作意欲にしたがって作曲をし、自作品出版による収益を経済的生活基盤とし、音楽史上で最初に〈自律した音楽家〉と言われた。そのためロマン主義が理想とした英雄的な芸術家像を体現した音楽家として、19世紀にひときわ高くそびえたつ音楽家となった。が、彼の直接的な影響のもとに音楽を書いた作曲家は限られ、ヨハネス・ブラームス（1833～97）やリヒャルト・ヴァーグナー（1813～83）を俟たねばならず、さらにベートーヴェンの交響曲の理想が発展の最終段階を見せるのは19世紀末のアントン・ブルックナー（1824～96）やグスタフ・マーラー（1860～1911）の時代であった。

### ウィーン古典派と同時代の各国
以下では、盛期古典派のうちウィーン古典派以外の動向について、地域ごとに概況と主だった者を挙げ、状況の描写を試みる。
基本的には、さまざまな地で後のロマン派的・国民楽派的な音楽が準備されつつあるように見える。

#### オーストリア（ウィーン古典派の3人以外）
ウィーン古典派の3人同様に市民を主な対象とした作曲家と、以前同様に宮廷を舞台に活躍した作曲家の双方が見られる。ここに挙げた者の他、後述のヴァンハル、コジェルフ、ライヒャ、サリエリ、パエールなどチェコやイタリアの出身者を中心に多くの外国人が活躍している。
- ウィーンで活躍したヨハン・バプティスト・シェンク（1753～1836）は、ヴァーゲンザイルに学んだ作曲家で、ジングシュピールで大当たりをとった一方、教師としても名声を得て、ベートーヴェンは彼に学んでいる[18]。

- 同様にヨゼフ・レオポルド・アイブラー（1765～1846）は、後述のサリエリを継いでウィーンの宮廷楽長を務めた。モーツァルトの友人として最後の看病をしたが、フランツ・クサーヴァー・ジュスマイヤー（1766～1803）に先立って依頼されたレクイエムの補筆を断念している[18]。

- ヨハン・ネポムク・フンメル（1778～1837）は当時ハンガリーだった現スロヴァキアのブラチスラヴァに生まれ[18]、モーツァルトの家に2年間住みこんでピアノを学んでデビューしヨーロッパ各地を演奏旅行[16]、やがてアルブレヒツベルガーやハイドンやサリエリから作曲を学び[18]、ハイドンに認められエステルハージ家の楽団で活動、その後シュトゥットガルトやワイマールの宮廷楽長を務め、さらにはベートーヴェンと親交を結んだ[16]。交響曲は手掛けていないが、その他ほとんどのジャンルに作品を残し、様式史的に重要であり[16]、ドゥシークやクレメンティとともに18世紀の古典派様式と19世紀中葉のロマン派様式を媒介する位置にある[18]。フェリックス・メンデルスゾーン（1809～1847）のピアノ教師でもあり[16]、著書の「ピアノ奏法（1824）」はシューマン以降の世代の教科書となった[18]。

#### ドイツ
外交革命を経て行われた七年戦争で勝利したプロイセン（ブランデンブルク辺境伯にルーツを持つ）の優位は明らかになっていたが、選帝侯の皇帝立候補がオーストリア継承戦争の発端となったバイエルン、選帝侯がポーランド王を兼ねたことがあるザクセン、選帝侯がイギリス王を兼ねていたハノーファーなども相変わらず有力であった。こうした選帝侯領の首府は音楽活動の中心地でもあった。1806年にはナポレオンの圧力により神聖ローマ帝国が解体されプロイセンとオーストリア以外のドイツ諸邦の全てがライン同盟としてフランス帝国の傀儡となったが、ナポレオンの没落とともに1813年にライン同盟は解体し、1815年にドイツ連邦として再編された。
- ウィーンにほど近い南ドイツではマンハイム楽派の系譜が続いており、1778年にカール・テオドールの宮廷がミュンヘンに移る際には音楽家たちも同行した[注釈 12]。ヨハン・シュターミッツの次の楽長を務め91曲以上の交響曲と45曲以上の弦楽四重奏曲などを残したクリスティアン・カンナビヒ（1731～98）[16]、ヨハンの息子で後述するカール・シュターミッツ、晩年にカール・マリア・フォン・ウェーバー（1786～1826）やジャコモ・マイアベーア（1791～1864）を育成したことで知られるゲオルク・ヨーゼフ・フォーグラー（1749～1814）や[18]、ウィーンでサリエリに学んだオペラ作曲家で宮廷楽長のペーター・フォン・ヴィンター（1754～1825）[18]が知られる。

- 北ドイツのプロイセンでは、ベルリンで、フリードリヒ大王の楽長を務めゲーテやシラーやヘルダーなどの詩人と親交を持っていたヨハン・フリードリヒ・ライヒャルト（1752～1814）[16]や、同じくベルリンでドイツ合唱運動の先駆者として活躍したカール・フリードリヒ・ツェルター（1758～1832）が知られる[16]。ツェルターが指揮者を務めたジングアカデミーは29年に弟子のメンデルスゾーンの指揮でJ.S.バッハのマタイ受難曲を蘇演し、再評価の流れをつくった[67]。

- ユゼフ・エルスネル（1769～1854）は、プロイセンの領土となっていた現グロドクフ（現シロンスク地方、ドイツ語でシュレジエン地方）で生まれたドイツ人で、現ヴロツワフ（ドイツ語でブレスラウ）とウィーンで学び、ブルノ歌劇場管弦楽団ヴァイオリン奏者を経てリヴォフの劇場の楽長となった[18]。ここでポーランド語のオペラを書き始め、99年にワルシャワ国立劇場楽長となり、1815年に声楽・教会音楽協会を設立、ここに歌唱・朗唱学校を開き、これが21年にワルシャワ音楽院に発展、以後30年まで校長を務めた[18]。ここでの弟子にフレデリック・ショパン（1810～49）がいた[18]。

- フリードリヒ・クーラウ（1786～1832）は、ハノーファー選帝侯領のユルツェンに生まれ、ハンブルクで学んだ後、ナポレオンの徴兵を逃れて10年にコペンハーゲンに行き、ピアノや理論を教え、18年にデンマークの宮廷作曲家となった[18]。数曲のデンマーク語のオペラを書いたほか、ロマン派初期の室内楽曲・ピアノ曲を多数作曲し、特にソナチネは初心者用練習曲として知られる[18]。また自身フルートの名手であったため多数のフルート作品も残し[18]、「フルートのベートーヴェン」とも呼ばれる[注釈 6]。

#### チェコ
チェコ人の音楽家は、三十年戦争以来強力に推し進められたカトリック改宗とドイツ化のもと暗黒時代にあった祖国を離れ、前古典派の時代に続いて主に祖国以外の各地で活躍している。この後1780年以降に盛んになった民族復興運動は、19世紀になってベドルジハ・スメタナ（1824～1884）を始めとするボヘミア楽派の登場を促すことになる。
- ヨゼフ・ミスリヴェチェク（1737～1781）は63年にヴェネツィアに留学してジョヴァンニ・バッティスタ・ペシェッティにオペラの作曲を学んだ[22]。イタリア各地で歌劇の作曲家として名声を博し「神の恩寵を受けたボヘミア人」と呼ばれたほか、ギャラント様式とチェコの郷土色が結びついた美しい室内楽曲を多く残した[22]。初期のモーツァルトに影響を与えたことと彼との交友も有名である[22]。

- ヨハン・バプティスト・ヴァンハル（1739～1813）はウィーンで数多くの交響曲・協奏曲・各種室内楽曲・教会音楽およびピアノ曲を書き、ピアノ小品は当時家庭音楽として愛好され[16]、作曲だけで生計を立てることができた世界初の作曲家と言われている[注釈 6]。

- レオポルト・アントニーン・コジェルフ（1747～1818）はいとこのヤンと同郷のドゥシークに学び、ウィーンに出てレオポルト2世の戴冠式に上演されたカンタータの成功により宮廷楽長兼宮廷作曲家に任ぜられ、死ぬまでその地位にあった[22]。ピアノ奏者・作曲家・音楽教師として活躍し、ハイドンやモーツァルトの好敵手と目されていた[22]。多数の作品により、ウィーン古典派から初期ロマン派への橋渡しをした[22]。

- カール・シュターミッツ（1745～1801）は父ヨハンから音楽教育を受け、ヴァイオリニストとしてヨーロッパ各地で活躍[22]。特に協奏的交響曲の発展に功績がある[16]。父ヨハンに比してより一層洗練された作風は、優雅な旋律と流麗な運び、明快な構成と親しみやすい表情によって、18世紀後半のギャラント趣味の典型を示している[22]。

- ヤン・ステファニ（1746～1829）はポーランド・リトアニア共和国最後の国王スタニスワフ2世アウグストの宮廷楽団で活躍し、ポーランド初の国民的オペラ「クラクフ市民と山人たち」を書き[69]、これは以後200回以上も上演された。95年にポーランド分割でポーランドが消滅するとワルシャワ歌劇場の楽長となり、死ぬまでワルシャワで過ごした。

- ヤン・ラディスラフ・ドゥシーク（1760～1812）は優れたピアニスト・ピアノ教師としてヨーロッパ各地で活躍し、クレメンティと名声を分かち合った[16]。古典派様式の多数の器楽曲を残している[16]。

- アントニン・ライヒャ（1770～1836）はケルン選帝侯の楽団のフルート奏者を務め、同楽団のヴィオラ奏者だったベートーヴェンと親交を持つ[16]。後にウィーンで活躍するが、ナポレオンのウィーン占領後パリに移り、オペラ・コミックの上演とパリ音楽院教授として名声を得た[16]。古典派様式の多くの器楽曲、特に管楽合奏の室内楽曲が優れている[16]。

#### イタリア
イタリア戦争後に外国支配の時代が続いていたイタリアは、18世紀にはオーストリアが支配的な勢力となっていたが、イタリア人音楽家、特にナポリ出身者は以前に引き続いて各地で活躍している。しかしイタリア人の創作は徐々にオペラ一辺倒になって行き、19世紀にはその傾向が非常に強まっていくことになる。
- ナポリ楽派のジョヴァンニ・パイジェッロ（1740～1816）とドメニコ・チマローザ（1749～1801）はイタリア各地で歌劇を上演して成功したのちエカチェリーナ2世の宮廷作曲家としてペテルブルクに招かれ、さらにはパイジェッロは帰国後にナポリ王国で、チマローザはオーストリアの宮廷楽長を歴任した[16]。どちらもオペラ・ブッファで高い評価を得ている[16]。

- ルイジ・ボッケリーニ（1743～1805）はチェロ奏者としてパリで活躍したのち室内楽作品で認められスペインの宮廷音楽家となり王の弟ドン・ルイスに仕えた[16]。85年に王子が没すると、翌年ベルリンのフリードリヒ・ヴィルヘルム2世の宮廷作曲家に任命されるが、ベルリンには行かずにスペインに留まっていたようである[18]。ハイドンと同時代にあって古典派音楽を推進した意味で「ハイドン夫人」との異名があった[16]。イタリアの器楽の伝統をもとに、活躍地であるフランスとスペインの趣味に適合した優美な旋律と巧妙なデュナーミク、チェロを中心とした華やかな技巧を特色とするスタイルで、18世紀後半において圧倒的な人気を博した[18]。

- ヴェネツィア出身のアントニオ・サリエリ（1750～1825）ははじめオペラ・ブッファで成功したのち、クリストフ・ヴィリバルト・グルック（1714～1787）の後を継ぐオペラ作曲家として認められ、88年よりオーストリアの宮廷楽長を務めたが[16]、晩年は世間一般の音楽趣味の変化を強く認識してオペラ作曲の筆を絶ち、教育に力を入れてベートーヴェン、フランツ・シューベルト（1797～1828）、カール・チェルニー（1791～1857）、イグナーツ・モシェレス（1794～1870）ら多くの弟子を育てた[22]。

- ムツィオ・クレメンティ（1752～1832）は66年に渡英後、ピアニスト・作曲家として認められ、ヨーロッパ各地を演奏旅行する中でウィーンでモーツァルトと競演している[16]。ピアノの奏法・様式の開拓者として大きな足跡を残した[16]。小形式のソナタはソナチネ・アルバムにおさめられ、初心者の練習曲になっている[16]。ヨハン・バプティスト・クラーマー（1771～1858） 、モシェレス、後述のフィールドなど優秀な弟子を育てた[22]。

- ルイジ・ケルビーニ（1760～1842）はボローニャとミラノで音楽を学び、88年よりパリに定住してフランス語によるグランド・オペラの作曲家として名声を博し、その豊かな管弦楽法でベートーヴェンに影響を与えたほか、1822年からはパリ音楽院の院長を務めた[18]。

- フェルディナンド・パエール（1771～1839）はオペラ作曲家として認められてウィーンで活躍し、1802年にドレスデン（ザクセンの首都）の宮廷楽長、07年にはナポレオンの宮廷楽長になった[16]。

- ガスパレ・スポンティーニ（1774～1851）はナポリ楽派でのオペラ作曲家で、1803年にパリに出て新しいロマン派歌劇で成功し、グランド・オペラの方向を開いた[16]。プロイセンの宮廷作曲家を務め、マイアベーアやリヒャルト・ワーグナー（1813～1883）に影響を与えた[16]。

#### フランス
18世紀後半のフランスの音楽は、オペラの消費地化と独墺伊オペラの優位、唯一フランス人とフランス音楽の拠点となったオペラ・コミックの誕生、そして何より革命の影響が特徴と言えそうである。また革命後の95年にはパリ音楽院が創設され、これに倣って各国でも19世紀初頭に次々音楽院が創設されることになる。
- ベルギー出身のフランソワ・ジョセフ・ゴセック（1734～1829）は、ヨハン・シュターミッツの大きな影響を受けつつ[18]、歌劇・交響曲・室内楽曲の分野でフランスの古典派様式を確立したほか、コンセール・スピリチュエルの指揮者を務めて近代管弦楽の大規模な効果の発展に貢献した[16]。フランス革命に共鳴して多くの大衆歌を作曲[16]、「テ・デウム」はベートーヴェンの第9交響曲のモデルともなった[74]。1795年パリ音楽院創立に際して監督官の一人となった[16]。

- アンドレ＝エルネスト＝モデスト・グレトリ（1741～1813）は古典派様式によるオペラ・コミックの確立者であり、この時期のフランス作曲界の中心人物であった[16]。生涯に60曲を超える歌劇を作曲し、その旋律の美しさ、和音の豊かさで当時もてはやされた[16]。

- オーストリア出身のイグナーツ・プレイエル（1757～1831）は、初めヴァンハルに、後にハイドンに師事し、ピアニストとして各地で活躍し、やがてパリに定住して1807年にピアノ製造会社を興し、プレイエル・ピアノの名を世界に広めた[16]。

- ジャン＝フランソワ・ル・スュール（1760～1837）は、各地の教会楽長を務めたのち、パリのノートルダム大聖堂の楽長となり、典礼音楽に管弦楽を加えて劇的効果をつくりだした[16]。パリ音楽院創設に際して音楽監督の一人となり、ナポレオン時代には楽壇の中心人物だった[16]。エクトル・ベルリオーズ（1803～1869）の師であり、彼の大管弦楽の手法に多くの影響を与えた[16]。

- エティエンヌ＝ニコラ・メユール（1763～1817）は、グルックに私淑してオペラ・コミック作曲家となった[16]。フランス革命時代には時流に合った題材の歌劇で人気を得て、多くの革命歌も作曲している[16]。やはり同様にパリ音楽院の監督官の一人となった[16]。

他には先に挙げたケルビーニやライヒャが活躍している。が、全体としては、「フランス革命は、その思想がベートーヴェンを鼓舞したにせよ、彼に匹敵する音楽家をフランスに与えるどころではなかった」という評価がある。その後にはコルシカ出身のナポレオンが先述のパイジェッロやパエールやスポンティーニなどのイタリア人音楽家を贔屓にした。
- が、そうした中でもアルマン・ルイ・クープラン（1727～1789）や先述のマルティーニに師事したフランソワ・アドリアン・ボワエルデュー（1775～1834）は19世紀前半のフランスのオペラ・コミックの代表的な作曲家となり、パリ音楽院のピアノの教授を務め、ペテルブルクの宮廷に仕えるなどの活躍が見られた[18]。

- ダニエル・フランソワ・エスプリ・オーベール（1782～1871）は、王政復古期の趣味に投じた才気に富む音楽を書いて成功した作曲家で、アカデミー会員（1829）・宮廷楽団長（1839）・師ケルビーニの後任としてパリ音楽院院長(1842)に任命されるなど、多方面で活躍した[22]。

- スペイン・バルセロナ出身のフェルナンド・ソル（1778～1839）は、モンセラート修道院で音楽教育を受けたのち、13年よりパリを中心にロンドン・モスクワなどを演奏旅行し、27年以後はパリを拠点にし[22]、19世紀初頭のギター奏者としてウィーンで活躍したナポリ出身のマウロ・ジュリアーニ（1781～1829）と並んで名声を博した[16]。多くの練習曲を残し、ギター奏法のさまざまな技法を開拓した[16]。スペインでは「ギターのベートーヴェン」と呼ばれる[注釈 6]。

#### スペイン・ポルトガル
先述のソルやアリアーガを除くと、古典派からロマン派時代のスペインは傑出した作曲家をあまり生み出さなかったが、独自の音楽の伝統は劇音楽サルスエラに残っており、後の民族主義楽派につながることになる。ポルトガルではカルロス・セイシャス（1704～42）、フランチェスコ・アントニオ・デ・アルメイダ（？‐1755）らが鍵盤音楽、管弦楽、歌劇に成果を示し首都リスボンで活躍していたが、1755年のリスボン大地震でその多くが失われた。その後カルバーリョ（1745～98）が出たが、19世紀になるとイタリア・オペラの影響が著しく、民族的な特色は後退した。
- ホアン・クリソストモ・アリアーガ（1806～27）バスク地方出身[18]。13歳でオペラ作曲という早熟ぶりと、誕生日が同じこと、そしてそのあまりの短命により、「スペインのモーツァルト」とも称される[18]。同時代のスペインには他に作曲家らしい者はいない[16]。21年からパリ音楽院に学び、24年に助教授に任命されるが、若くしてパリで客死[18]。
- ジョアン・デ・ソウザ・カルバーリョ（1745～98）ヴィラ・ヴィソーザとナポリに学んだ後、リスボンに戻って当時の王であったジョゼ1世の娘たちに音楽を教え、また対位法の教授としても多くの弟子たちを育てた[77]。78年からは王室音楽教師を務めた[77]。彼は当時最も才能のあるポルトガルの作曲家であり、宗教音楽と世俗音楽の両方に秀でていた[77]。

#### イギリス
イギリス音楽は、ゲオルク・フリードリヒ・ヘンデル（1685～1759）の死後は沈滞期になり、イギリスで活躍する主な音楽家のほとんどは外国人となり、ロンドンは音楽の消費地としての性格を強めていく。その他、先に挙げたクレメンティが活躍しており、またここまでに「ヨーロッパ各地で活躍」とした音楽家は全員ロンドンで活躍したことがあり、ハイドンもロンドンの演奏会で成功を収めている。このようなロンドンは、18世紀末には楽譜出版やコンサート運営でパリを追い抜くほどに成長した。
だが、イギリス人で活躍したと言えそうなのはハイドン誕生以前まで範囲を広げてもオペラ作曲家のトマス・アーン（1710～1778）とアンセム作曲家ウィリアム・ボイス（1711～1779）くらいであり、その後の19世紀に至っては「ジョン・フィールド（1782～1837）のピアノ曲と、アーサー・サリヴァン（1842～1900）のオペレッタ以外に特筆すべきものはない」と明言されてしまう始末であった。
- ライプツィヒで生まれたJ.S.バッハ（1685～1750）の末子ヨハン・クリスティアン・バッハ（1735～1782）は、兄のエマニュエルに学んだ後、ボローニャでマルティーニに学ぶ[16]。1762年までミラノで、後にロンドンで活躍[22]。64年よりバッハ＝アーベル演奏会を組織し、コンサート文化の確立に貢献するとともに、ドイツ語圏の音楽を多数ロンドンに紹介した[28]。一時期マンハイム楽派とも関係を持ち、ギャラント様式の古典派様式を発展させ、モーツァルトに多大な影響を与えた[16]。古典派様式の完成に一番貢献したという評価がある[79]。

- サミュエル・ウェスリー（1766～1837）は、当時最高のオルガン奏者であり、またバッハの作品を研究した[18]。アンセムに優れた作品が多い。イングランドのモーツァルトという評価も存在する[注釈 13]。

#### ポーランド
ポーランドはカトリック世界であり、仏伊独の音楽を受け入れつつ、ポーランドの作曲家の伝統も育っており、宗教音楽・世俗音楽とも栄えていたが、18世紀には国運が傾き始め、1795年にポーランド分割で滅亡する。こうした時代にあって、国民オペラ・民族的色彩をもつ器楽・闘争歌が生まれる。
- マチェイ・カミエンスキ（1734～1821）は、現ハンガリーのショプロンに生まれ[注釈 14]、ウィーンで作曲を学んだ後ワルシャワに定住し、最初オペラ「幸運な貧困」で大好評を博しオペラ作曲家として名をあげた[18]。

- チェコ人ながらポーランド初の国民的オペラを書いたステファニは先述のとおりである。

- ミハウ・カジミェシュ・オギンスキ（1765～1833）は公爵で政治家であり、ポーランド分割の時期に祖国再興のために奔走した[16]。音楽家としてはフレデリック・ショパン（1810～49）以前のポロネーズ作曲家として音楽史上重要な位置を占めており、中でも「祖国よ、さらば」は有名である[18]。コシチューシコ反乱の際には愛国的な歌曲や行進曲を書いた[18]。ポーランド国歌の「ドンブロフスキのマズルカ」は、国外で独立のために戦った師団の歌[69]で、以前はオギンスキの作曲と推定されていた[注釈 15]。

- 19世紀のポーランドのロマン派音楽は普墺露の三国への抵抗と挫折の中で展開されていくことになるが、先述のエルスネルはドイツ人ながら後のショパンやスタニスワフ・モニューシュコ（1819～72）の民族的作品の先駆者である[80]。

#### ロシア
ロシアは正教国であり、西欧とは違った独自の教会音楽を形成していたが、17世紀中頃にポーランド支配下にあったウクライナとの統一により、西欧的な音楽の導入・流入が始まる。その後ピョートル大帝の西欧化政策に伴いロシア宮廷にも西欧の音楽の導入が進められ、特にエカチェリーナ2世の在位時には宮廷楽長として先述のパイジェッロやチマローザ、ヴェネツィアの聖マルコ大聖堂楽長で「オペラ・ブッファの父」と呼ばれたバルダッサーレ・ガルッピ（1706～85）など、数々の一流イタリア人作曲家がペテルブルクに滞在した。また西欧から多くの音楽家が雇われ、宮廷や大貴族の下で演奏や音楽家教育に当たった。18世紀最後の四半世紀には、ロシア人作曲家（ただし、現ウクライナ出身者が非常に多い）が輩出し始める。
- ヴァシーリー・パシケーヴィッチ（1742～97）はヴァイオリニストとしてエカチェリーナ2世の宮廷楽団で活躍。宮廷作曲家として招かれていたイタリア人との合作など、イタリアの影響を受けながらも[16]、ロシアの民族色を活かしたオペラを多く作曲し、ロシア人歌劇作品の初期を代表する作曲家となった[18]。エカチェリーナ2世の台本によるオペラを複数書いている[18]。

- マクシム・ベレゾフスキー（1745～1777）は、現ウクライナのグルホフに生まれ、キエフ教会アカデミーに学んだ後、ペテルブルクで宮廷礼拝堂歌手を務めていたが、イタリアに留学してマルティーニに作曲を学んでいる間にオペラで成功、その他宗教声楽曲を残したが、ロシアに帰国後自殺し、現存する作品は極めて少ない[18]。

- ディミトリ・ボルトニャンスキー（1751～1825）も現ウクライナのグルホフに生まれ、ペテルブルクの宮廷礼拝堂の歌手になり、楽長のガルッピに認められて師に従ってイタリアに留学する[18]。ロシアに戻った後は宮廷礼拝堂楽長として、ロシア正教典礼音楽にイタリア様式の和声を導入して刷新した[16]。古典派様式の歌劇や器楽曲を残している[16]。宗教作品の数が多く、その抒情性と優れた対位法によってロシア正教会音楽におけるもっとも重要な作曲家とされている[18]。

- 19世紀に入ると、アイルランド出身でクレメンティに学んだピアニストで夜想曲の創始者とされるジョン・フィールド（1782～1837）が1804年にペテルブルクデビューを果たし、その後ロシアに住んで多くの弟子を育て、ロシア・ピアノ楽派の祖となった[81]。また夜想曲の名称と構想はショパンに影響を及ぼし、ピアノ音楽史上重要である[18]。

- またこの頃になると貴族の子女への音楽教育が浸透し、貴族階級からも優れた音楽家が生まれ始める[81]。ナポレオン戦争に参加して軍務の傍ら作曲を発表したアレクサンドル・アリャビエフ（1787～1851）などに始まるロシア・ロマンスと呼ばれる民謡調の作品や歌劇作品はロシア国民主義の先駆的なものであり、やがてミハイル・グリンカ（1804～1857）の「皇帝に捧げた命」、さらにはロシア国民楽派につながっていく[81]。

### ロマン派との時代的な重なり合い
ベートーヴェンの交響曲第5番（1807～08年）について、ドイツの文学者で作曲家でもあったE.T.A.ホフマンは1810年の評論で「ロマン主義の本質である無限の憧れをよびおこす」と書いている。フランスの音楽史ではベートーヴェンは19世紀のロマンチシズムの到来の章で紹介され、「彼の音楽は彼自身を考えずにはほとんど聞くことはできない」とされている。岡田暁生は「やや図式化していえば、モーツァルトは『革命以前の人』、ハイドンは『革命後もしばらくは活動していた人』であるのに対し、ベートーヴェンは『革命後の人』であり『19世紀の人』なのである」としている。「ウィーン古典派の三大巨匠」といっても、ハイドン・モーツァルトとベートーヴェンは、活躍した時期も音楽の性格もかなり違い、ベートーヴェンは18世紀までの貴族世界と決定的に縁を切っている。端的にまとめれば「ベートーヴェンは古典派音楽を完成しつつ次に来るロマン主義への志向を示している」となるだろう。
ウィーン体制下では自由主義やナショナリズム運動が徹底的に弾圧され、ビーダーマイヤー（小市民的文化）時代になると、市民たちは抑圧政治から逃避するように、居心地の良い仲間たちとの集い、あるいは分かり易いつかの間の快楽に没頭した。シューベルト「糸を紡ぐグレートヒェン」1815年、ロッシーニ「セビリアの理髪師」1816年、パガニーニ「24の奇想曲」1820年出版などは、こうしたウィーンのこの時期の時代の刻印と捉えることができる。またウェーバー「魔弾の射手」1821年初演（ベルリン）は、あらゆる面でドイツ的であったことから民族愛を高め、熱狂的な支持を集めた。こうした作曲家たちはロマン派の初期として扱われるが、シューベルトには「ロマン派の作曲家に数えられることが多いが、音楽的な実質は古典的であり、（古典派に）含めることができる」とする評価があり、「ベートーヴェンとシューベルトはロマン的要素を有しながら、全体としては古典派に入れられる」とする評価すらある。ベートーヴェンを「ロマン派の作曲家」と呼ぶことはできないにしろ、彼の創作のかなりの部分は初期ロマン派の作曲家たちと時代的に重なり合っており、この時期にもスランプを脱して孤高期のスタイルを打ち立てたピアノ・ソナタ第29番「ハンマークラヴィーア」1818年に始まるピアノ音楽の作品群を書いている。
一方、ベートーヴェンの死の3年前の交響曲第9番1824年は、壮大な構想、規模の大幅な拡張、独唱と合唱の導入により、古典派の交響曲の概念を打ち破った。それから程なく、メンデルスゾーン「夏の夜の夢　序曲」1826年、ベートーヴェンの死から3年後にはベルリオーズ「幻想交響曲」1830年が作曲されている。以後は敢えて古典主義的な作風を採ったブラームスなどを除くと、全般にロマン派とされる作曲家と作風が主流となり、狭義のロマン派の時代となる。